# Mary Louise Smith (femme politique)
Pour les articles homonymes, voir Smith.
Ne doit pas être confondu avec Mary Louise Smith.
Mary Louise Smith, née Epperson le 6 octobre 1914 à Eddyville (Iowa) et morte le 22 août 1997 à Des Moines (Iowa), est une femme politique et militante féministe américaine membre du Parti républicain. Elle est la deuxième femme à devenir présidente d'un grand parti politique aux États-Unis.

## Biographie
Née Mary Louise Epperson, elle épouse Elmer M. Smith, étudiant en médecine, qu'elle a connu à l'université de l'Iowa. Elle obtient en 1935 un diplôme en administration du travail social et travaille pour l'Iowa Employment Relief Administration à Iowa City.
Après avoir déménagé à Eagle Grove, elle rejoint le Parti républicain. Elle devient présidente du Conseil des femmes républicaines de l'Iowa en 1961 et est élue vice-présidente du Comité central républicain du comté de Wright en 1962. Elle est élue membre du Comité national de l'Iowa en 1964, fonction qu'elle occupe pendant les vingt années suivantes.

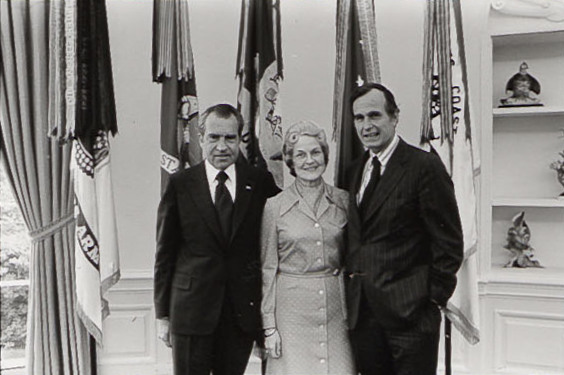
Mary Louise Smith avec le président Richard Nixon et George H. W. Bush en 1974.

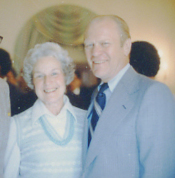
Mary Louise Smith avec le président Gerald Ford en 1974.

En 1974, à la suite du scandale du Watergate, le président Gerald Ford la nomme présidente du Comité national républicain; elle est la première femme à accéder à cette fonction, qu'elle occupe jusqu'en 1977. Elle devient alors la première femme républicaine, et la deuxième d'un grand parti américain (la première étant Jean Westwood, en 1972, pour le Parti démocrate), à organiser une convention de nomination présidentielle, en l'occurrence la convention nationale républicaine de 1976 (en), à Kansas City. Elle entreprend de redorer l'image du parti républicain avec l'émission de télévision Republicans are people too et la publication d'un livre de blagues républicaines.
En 1977, elle intègre le Temple de la renommée des femmes de l'Iowa (en). 
En 1979 sort le jeu de cartes à collectionner Supersisters (en) ; l'une des cartes figure Mary Louise Smith.
Elle fait campagne pour George H. W. Bush lors des primaires républicaines de 1980, puis soutient Ronald Reagan lors des élections présidentielles de 1980 et de 1984. Élu, Ronald Reagan la nomme vice-présidente de la Commission des droits civils des États-Unis mais ne la reconduit pas en 1984. Leur désaccord sur la question des droits civiques fait la une des journaux.  Mary Louise Smith est une libérale sociale mais le Parti républicain commençait alors à se droitiser. En 1991, le président George H. W. Bush la nomme au conseil d'administration de l'Institut américain pour la paix (USIP). Influencée par son mari, médecin lors de la guerre du Viêt Nam, elle s'investit sur le sujet et siège dans cet organisme jusqu'à sa mort.
Féministe, elle est aussi membre du Republican Mainstream Committee, du Caucus politique des femmes de l'Iowa et du Planned Parenthood de l'Iowa. Elle défend avec vigueur l'Equal Rights Amendment (ERA), qui n'est pas adopté.
Mary Louise Smith meurt en 1997 d'un cancer des poumons, âgée de 82 ans,. 